# Bajo la piel de lobo
Bajo la piel de lobo es una película española de 2018 dirigida y escrita por Samu Fuentes, siendo esta su primera película, protagonizada por Mario Casas, Irene Escolar, Ruth Díaz, Quimet Pla, Josean Bengoetxea y Kandido Uranga. La película se estrenó el 9 de marzo de 2018.

## Argumento
Martinón, un trampero solitario es el último habitante de un alejado pueblo de las montañas, que sólo se relaciona con otros hombres en primavera, al descender al valle para comerciar las pieles de los animales que ha atrapado. Pero la llegada de una mujer hará que experimente nuevos sentimientos, con lo que tendrá que elegir entre descubrir lo que lo hace vulnerable o avanzar hacia lo salvaje.

## Reparto
- Mario Casas
- Irene Escolar
- Ruth Díaz
- Kandido Uranga
- Josean Bengoetxea
- Armando Aguirre
- Ainhoa Sánchez
- Patricia Cid
- Francisco Domínguez
- Alfonso Jiménez

## Estreno
La película se estrenó en cines el 9 de marzo de 2018, antes , en el Festival de Cine de Sevilla de 2017, fue presentada en exclusiva.